# Jean Balibar
Ne doit pas être confondu avec Jean Dalibard.
Pour les articles homonymes, voir Balibar.
Jean Balibar est un mathématicien français, né à Paris 13e le 15 août 1915 et mort à Lannion le 16 mars 1998.

## Biographie
Jean Balibar était normalien (S 1935) et agrégé de mathématiques (1938). Il a commencé sa carrière au Lycée Condorcet et a été révoqué comme « juif » le 18 décembre 1940.
Il a été professeur de mathématiques à l'Université de Tours après la guerre. Il a travaillé notamment sur les résultats de Kurt Gödel en logique et en théorie des ensembles.

## Famille
Ses parents, un mécanicien dentiste et une couturière, avaient fui les pogroms hebdomadaires de leur Ukraine natale.
Il a épousé en février 1937 la linguiste Renée Charleux, avec laquelle il a eu plusieurs enfants, dont le philosophe Étienne Balibar, en 1942, et le physicien Sébastien Balibar, en 1947. L'actrice Jeanne Balibar est sa petite-fille.

## Publications
- Le mouvement pédagogique à l'étranger : URSS et Tchécoslovaquie, avec Stéphane Piobetta[4] et Roger Pagosse, avant-propos de Célestin Bouglé, Paris, Hermann, 1938.
- Exposé sur la théorie des ensembles abstraits de Gödel, conférence du 13 avril 1961, École Normale supérieure, Paris, 1961.
- La Démonstration : Lecture commentée d'une méta-démonstration de Kurt Gödel : de la compatibilité de l'axiome du choix et de l'hypothèse généralisée du continu avec les axiomes de la théorie des ensembles, Paris, Association des professeurs de mathématiques de l'enseignement public, Cahors, 1962.